# Tony Award des meilleures lumières pour une pièce
Le Tony Award des meilleures lumières pour une pièce est une récompense annuelle décernée lors des Tony Awards pour la conception de l'éclairage de pièces de théâtre de Broadway. Le prix a été décerné pour la première fois en 2005 après que la catégorie de la meilleure conception d'éclairage a été divisée avec une catégorie dédiée aux pièces de théâtre et une autre aux comédies musicales, chaque genre recevant son propre prix.

## Lauréats et nommés

### Années 2000
| Année                                           | Designer                   | Production |
| ----------------------------------------------- | -------------------------- | ---------- |
| 2000 – 2004                                     | NC                         | NC         |
| 2005 59e cérémonie des Tony Awards              |                            |            |
| Brian MacDevitt                                 | The Pillowman              |            |
| Pat Collins                                     | Doubt: A Parable           |            |
| Donald Holder                                   | A Streetcar Named Desire   |            |
| Donald Holder                                   | Gem of the Ocean           |            |
| 2006 60e cérémonie des Tony Awards              |                            |            |
| Mark Henderson                                  | The History Boys           |            |
| Christopher Akerlind                            | Awake and Sing!            |            |
| Paul Gallo                                      | Three Days of Rain         |            |
| Mark Henderson                                  | Faith Healer               |            |
| 2007 61e cérémonie des Tony Awards              |                            |            |
| Natasha Katz, Brian MacDevitt et Kenneth Posner | The Coast of Utopia        |            |
| Paule Constable                                 | Coram Boy                  |            |
| Brian MacDevitt                                 | Inherit the Wind           |            |
| Jason Taylor                                    | Journey's End              |            |
| 2008 62e cérémonie des Tony Awards              |                            |            |
| Kevin Adams                                     | The 39 Steps               |            |
| Howard Harrison                                 | Macbeth                    |            |
| Donald Holder                                   | Les Liaisons Dangereuses   |            |
| Ann G. Wrightson                                | August: Osage County       |            |
| 2009 63e cérémonie des Tony Awards              |                            |            |
| Brian MacDevitt                                 | Joe Turner's Come and Gone |            |
| David Hersey                                    | Equus                      |            |
| David Lander                                    | 33 Variations              |            |
| Hugh Vanstone                                   | Mary Stuart                |            |

### Années 2010
| Année                              | Designer                                          | Production |
| ---------------------------------- | ------------------------------------------------- | ---------- |
| 2010 64e cérémonie des Tony Awards |                                                   |            |
| Neil Austin                        | Red                                               |            |
| Neil Austin                        | Hamlet                                            |            |
| Mark Henderson                     | ENRON                                             |            |
| Brian MacDevitt                    | Fences                                            |            |
| 2011 65e cérémonie des Tony Awards |                                                   |            |
| Paule Constable                    | War Horse                                         |            |
| David Lander                       | Bengal Tiger at the Baghdad Zoo                   |            |
| Kenneth Posner                     | The Merchant of Venice                            |            |
| Mimi Jordan Sherin                 | Jerusalem                                         |            |
| 2012 66e cérémonie des Tony Awards |                                                   |            |
| Jeff Croiter                       | Peter and the Starcatcher                         |            |
| Peter Kaczorowski                  | The Road to Mecca                                 |            |
| Brian MacDevitt                    | Death of a Salesman                               |            |
| Kenneth Posner                     | Other Desert Cities                               |            |
| 2013 67e cérémonie des Tony Awards |                                                   |            |
| Peggy Eisenhauer et Jules Fisher   | Lucky Guy                                         |            |
| Donald Holder                      | Golden Boy                                        |            |
| Jennifer Tipton                    | The Testament of Mary                             |            |
| Japhy Weideman                     | The Nance                                         |            |
| 2014 68e cérémonie des Tony Awards |                                                   |            |
| Natasha Katz                       | The Glass Menagerie                               |            |
| Paule Constable                    | The Cripple of Inishmaan                          |            |
| Jane Cox                           | Machinal                                          |            |
| Japhy Weideman                     | Of Mice and Men                                   |            |
| 2015 69e cérémonie des Tony Awards |                                                   |            |
| Paule Constable                    | The Curious Incident of the Dog in the Night-Time |            |
| Paule Constable et David Plater    | Wolf Hall                                         |            |
| Natasha Katz                       | Skylight                                          |            |
| Japhy Weideman                     | Airline Highway                                   |            |
| 2016 70e cérémonie des Tony Awards |                                                   |            |
| Natasha Katz                       | Long Day's Journey into Night                     |            |
| Justin Townsend                    | The Humans                                        |            |
| Jan Versweyveld                    | A View from the Bridge                            |            |
| Jan Versweyveld                    | The Crucible                                      |            |
| 2017 71e cérémonie des Tony Awards |                                                   |            |
| Christopher Akerlind               | Indecent                                          |            |
| Jane Cox                           | Jitney                                            |            |
| Donald Holder                      | Oslo                                              |            |
| Jennifer Tipton                    | A Doll's House, Part 2                            |            |
| 2018 72e cérémonie des Tony Awards |                                                   |            |
| Neil Austin                        | Harry Potter and the Cursed Child                 |            |
| Paule Constable                    | Angels in America                                 |            |
| Peggy Eisenhauer et Jules Fisher   | The Iceman Cometh                                 |            |
| Paul Russell                       | Farinelli and the King                            |            |
| Ben Stanton                        | Junk                                              |            |
| 2019 73e cérémonie des Tony Awards |                                                   |            |
| Neil Austin                        | Ink                                               |            |
| Jules Fisher et Peggy Eisenhauer   | Gary: A Sequel to Titus Andronicus                |            |
| Peter Mumford                      | The Ferryman                                      |            |
| Jennifer Tipton                    | To Kill a Mockingbird                             |            |
| Jan Versweyveld et Tal Yarden      | Network                                           |            |

### Années 2020
| Année                              | Designer                                                                 | Production |
| ---------------------------------- | ------------------------------------------------------------------------ | ---------- |
| 2020 74e cérémonie des Tony Awards |                                                                          |            |
| Hugh Vanstone                      | A Christmas Carol                                                        |            |
| Jiyoun Chang                       | Slave Play                                                               |            |
| Jon Clark                          | The Inheritance                                                          |            |
| Heather Gilbert                    | The Sound Inside                                                         |            |
| Allen Lee Hughes                   | A Soldier's Play                                                         |            |
| 2022 75e cérémonie des Tony Awards |                                                                          |            |
| Jon Clark                          | The Lehman Trilogy                                                       |            |
| Joshua Carr                        | Hangmen                                                                  |            |
| Jiyoun Chang                       | For Colored Girls Who Have Considered Suicide / When the Rainbow Is Enuf |            |
| Jane Cox                           | Macbeth                                                                  |            |
| Yi Zhao                            | The Skin of Our Teeth                                                    |            |
| 2023 76e cérémonie des Tony Awards |                                                                          |            |
| Tim Lutkin                         | Life of Pi                                                               |            |
| Neil Austin                        | Leopoldstadt                                                             |            |
| Natasha Chivers                    | Prima Facie                                                              |            |
| Jon Clark                          | A Doll's House                                                           |            |
| Bradley King                       | Fat Ham                                                                  |            |
| Jen Schriever                      | Death of a Salesman                                                      |            |
| Ben Stanton                        | A Christmas Carol                                                        |            |
| 2024 77e cérémonie des Tony Awards |                                                                          |            |
| Jane Cox                           | Appropriate                                                              |            |
| Isabella Byrd                      | An Enemy of the People                                                   |            |
| Amith Chandrashaker                | Prayer for the French Republic                                           |            |
| Jiyoun Chang                       | Stereophonic                                                             |            |
| Natasha Katz                       | Grey House                                                               |            |
| 2025 78e cérémonie des Tony Awards |                                                                          |            |
| Jon Clark                          | Stranger Things: The First Shadow                                        |            |
| David Bengali et Heather Gilbert   | Good Night, and Good Luck                                                |            |
| Natasha Chivers                    | The Hills of California                                                  |            |
| Natasha Katz et Hannah Wasileski   | John Proctor Is the Villain                                              |            |
| Nick Schlieper                     | The Picture of Dorian Gray                                               |            |